# Theodor Kestner
Theodor Friedrich Arnold Kestner (* 15. Mai 1779 in Hannover; † 28. Mai 1847 in Frankfurt am Main) war ein deutscher Mediziner.

## Leben
Theodor Kestner war der fünfte Sohn des hannoverschen Juristen und Archivars Johann Christian Kestner (1741–1800) und von Charlotte Kestner, geb. Buff (1753–1828), Goethes Lotte.
Er studierte seit 1798 Medizin in Jena und ab 1800 in Göttingen, wo er 1802 promoviert und zum Privatdozenten ernannt wurde. 1804 ließ er sich auf Vermittlung Goethes in Frankfurt am Main als Arzt nieder. Hier wurde er 1813 Professor an der medizinisch-chirurgischen Spezialschule an der Senckenbergischen Stiftung, 1814 Stadtarzt von Frankfurt, schließlich 1816 Landphysikus.
Er liegt auf dem Frankfurter Hauptfriedhof begraben.

## Veröffentlichungen
- Dissertatio inauguralis physiologica sistens quaedam de nexu matris cum embryone. Göttingen 1802 (Digitalisat).
- (Übersetzung) J. Friedrich Lobstein: Ueber die Ernährung des Fötus. Halle 1804 (Digitalisat in der Google-Buchsuche).